# Spoorlijn Flensburg - Flensburg havens oost
De spoorlijn Flensburg - Flensburg havens oost was een Duitse spoorlijn in Sleeswijk-Holstein en was als spoorlijn 1002 onder beheer van DB Netze.

## Geschiedenis
Het traject werd door de Peto, Brassey and Betts geopend op 25 oktober 1854 en was daarmee samen met DB 1003 de oudste spoorlijn van Duitsland. In 1972 is de lijn gesloten en thans ligt er nog een klein gedeelte tot de Lautrupsbach.

## Aansluitingen
In de volgende plaats was er een aansluiting op de volgende spoorlijnen:
Flensburg
DB 1003, spoorlijn tussen Flensburg en Flensburg havens west
DB 1020, spoorlijn tussen Kiel en Flensburg
DB 1040, spoorlijn tussen Neumünster en Flensburg